# Próspero Morales
Pour les articles homonymes, voir Morales.
Próspero Morales, né le 31 décembre 1856 et mort le 17 août 1898, est un avocat et un homme politique guatemaltèque qui sert comme secrétaire des Infrastructures, de la Guerre et de l'Instruction publique durant l'administration du président José María Reina Barrios. En 1894, après deux ans en fonction, il épouse l'enseignant guatémaltèque Natalia Górriz et démissionne de ses charges de secrétaire le 5 mars 1897 pour se présenter à l'élection présidentielle. Cependant, sa gestion somptuaire, l'échec de l'Exposición Centroamericana et diverses crises économique dont l'effondrement des prix du café et du diamant sur la scène internationale amène le général Reina Barrios a annuler et reporter les élections à 1902. Établit à San Marcos, Morales se joint à la révolte naissance à Quetzaltenango qui malgré quelques victoires est défaite le 14 septembre 1897. Après l'assassinat de Reina Barrios le 8 février 1898, il tente sans succès de renverser le président intérimaire Manuel Estrada Cabrera qui a également servit comme secrétaire de Reina Barrios, mais il en est empêché par les forces de l'ancien président Manuel Barillas.

## Biographie

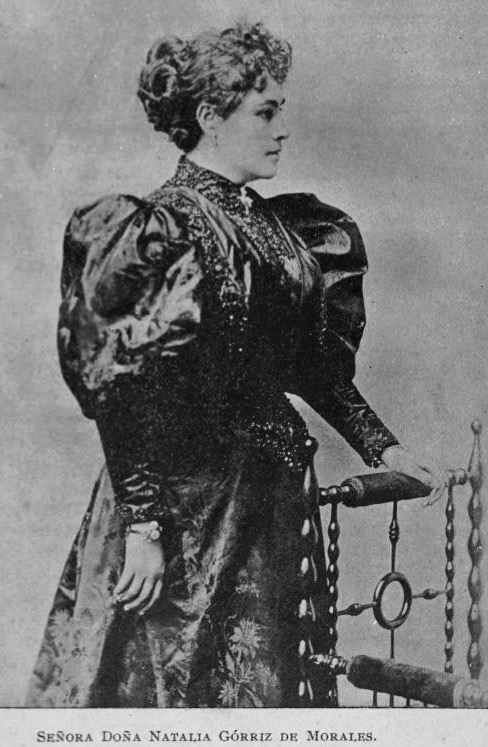
Natalia Górriz de Morales.

En 1894, Morales se marie à Natalia Górriz qui après une fructueuse carrière d'enseignante et d'administratrice décide de la mettre de côté pour s'occuper de sa famille. En janvier 1897, plusieurs rébellions éclatent contre le régime du président Reina Barrios. Après quelques combats, un petit groupe de rebelles et leurs chefs sont capturés et exécutés sommairement le jour même. La presse d'opposition critique alors le président en l'accusant d'être tyrannique et d'empêcher l'implantation de partis d'opposition,.
Le 5 mars 1897, Morales démissionne de son poste de secrétaire de l'Instruction publique afin de se présenter à l'élection présidentielle à venir. À ce moment, le journal d'opposition La República accuse le gouvernement et en particulier le secrétaire aux Infrastructure, alors Próspero Morales, de gaspillage des ressources du pays dans des projets onéreux et luxueux. Parmi ces projets figure l'Exposición Centroamericana et le projet de train Northen Railroad, ainsi que les nombreux boulevards, parcs et bâtiments administratifs construit sous son administration.
Le 31 mai 1897, le président dissout l'Assemblée nationale et en août la situation se dégrade au point où Morales et sa famille s'installe à San Marcos et finissent par se rallier aux forces rebelles révolutionnaires contre Reina Barrios à Quetzaltenango.

## Mort
Après l'échec de la révolte de Quetzaltenango en 1897, Morales et Górriz quitte le Guatemala et s'installent à Tapachula dans le Chiapas au Mexique. Sur place, ils apprennent que l'ancien secrétaire de l'Intérieur, Manuel Estrada Cabrera, est nommé président par intérim après l'assassinat de Reina Barrios. Morales planifie alors de se présenter aux élections, mais Cabrera parvient à se maintenir en poste. S'installant à Mexico, Morales tente de recruter des mercenaires pour planifier une invasion du Guatemala. De retour à Tapachula, il reçoit l'appui des colonels Rodrigo Castilla et Víctor López qui sont demeurés au Guatemala dans la région de San Marcos. Le 22 juillet 1898, près de 1 500 rebelles armés entrent au Guatemala dans le but de renverser Cabrera. Rapidement Cabrera envoie 12 000 hommes, déclare la loi martiale. Le commandant en chef de la contre-révolte est l'ancien président Manuel Barillas qui l'emporte sur les rebelles à Vado Ancho le 5 août. Après l'invasion, Morales tente de retourner au Mexique, mais est arrêté le 14 août et meurt trois jours plus tard.